# Crézières
Crézières ist eine Commune déléguée in der französischen Gemeinde Chef-Boutonne mit 38 Einwohnern (Stand: 1. Januar 2022) im Département Deux-Sèvres in der Region Nouvelle-Aquitaine (vor 2016 Poitou-Charentes).
Die Gemeinde Crézières wurde am 1. Januar 2019 mit Chef-Boutonne, La Bataille und Tillou zur Commune nouvelle Chef-Boutonne zusammengeschlossen. Sie hat seither den Status einer Commune déléguée. Die Gemeinde Crézières gehörte zum Arrondissement Niort und zum Kanton Melle.

## Geographie
Crézières liegt etwa 40 Kilometer südöstlich von Niort. Umgeben wurde die Gemeinde Crézières von den Nachbargemeinden Fontenille-Saint-Martin-d’Entraigues im Norden, Aubigné im Osten und Süden sowie Paizay-le-Chapt im Südwesten und Westen.

## Bevölkerungsentwicklung
| Jahr                       | 1962 | 1968 | 1975 | 1982 | 1990 | 1999 | 2006 | 2013 |
| Einwohner                  | 106  | 76   | 68   | 72   | 54   | 65   | 59   | 48   |
| Quellen: Cassini und INSEE |      |      |      |      |      |      |      |      |

## Sehenswürdigkeiten

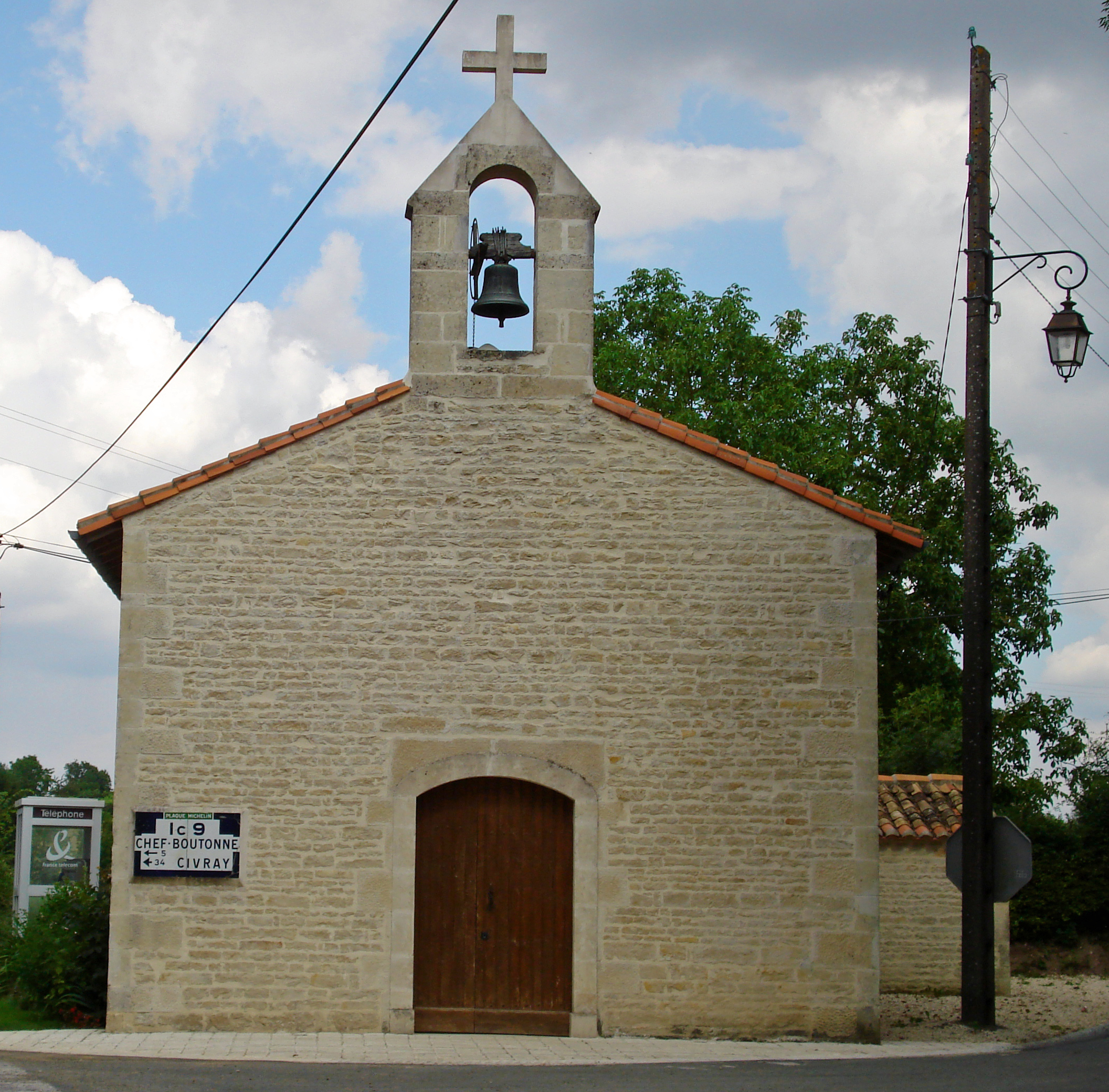
Kapelle Saint-Grégoire
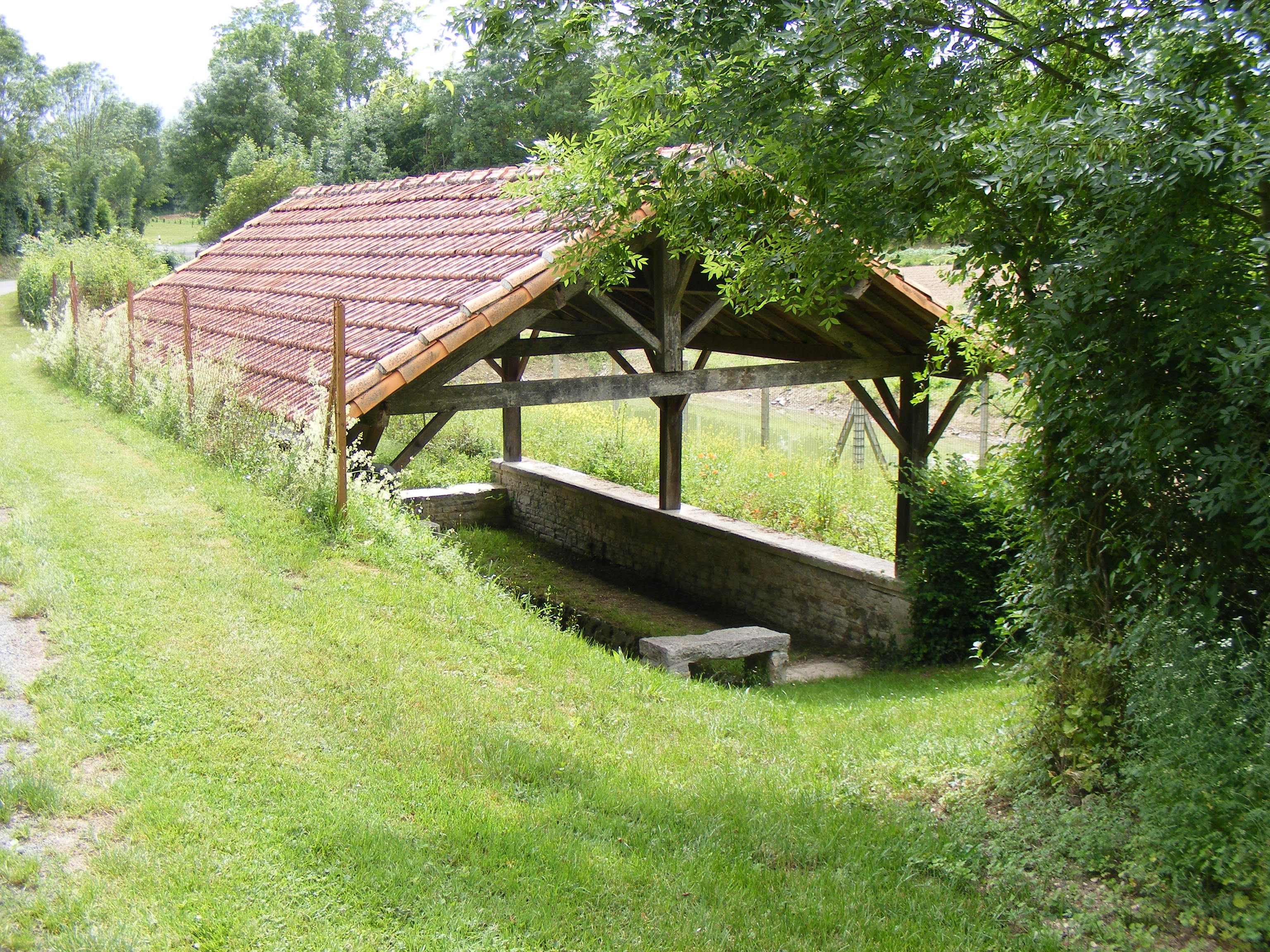
Ehemaliges Waschhaus

- Kapelle Saint-Grégoire
- Ehemaliges Waschhaus